# Distretto di Yixiu
Il distretto di Yixiu (宜秀区S, Yíxiù QūP) è un distretto della Cina, situato nella provincia dell'Anhui.